# TV de projecció posterior

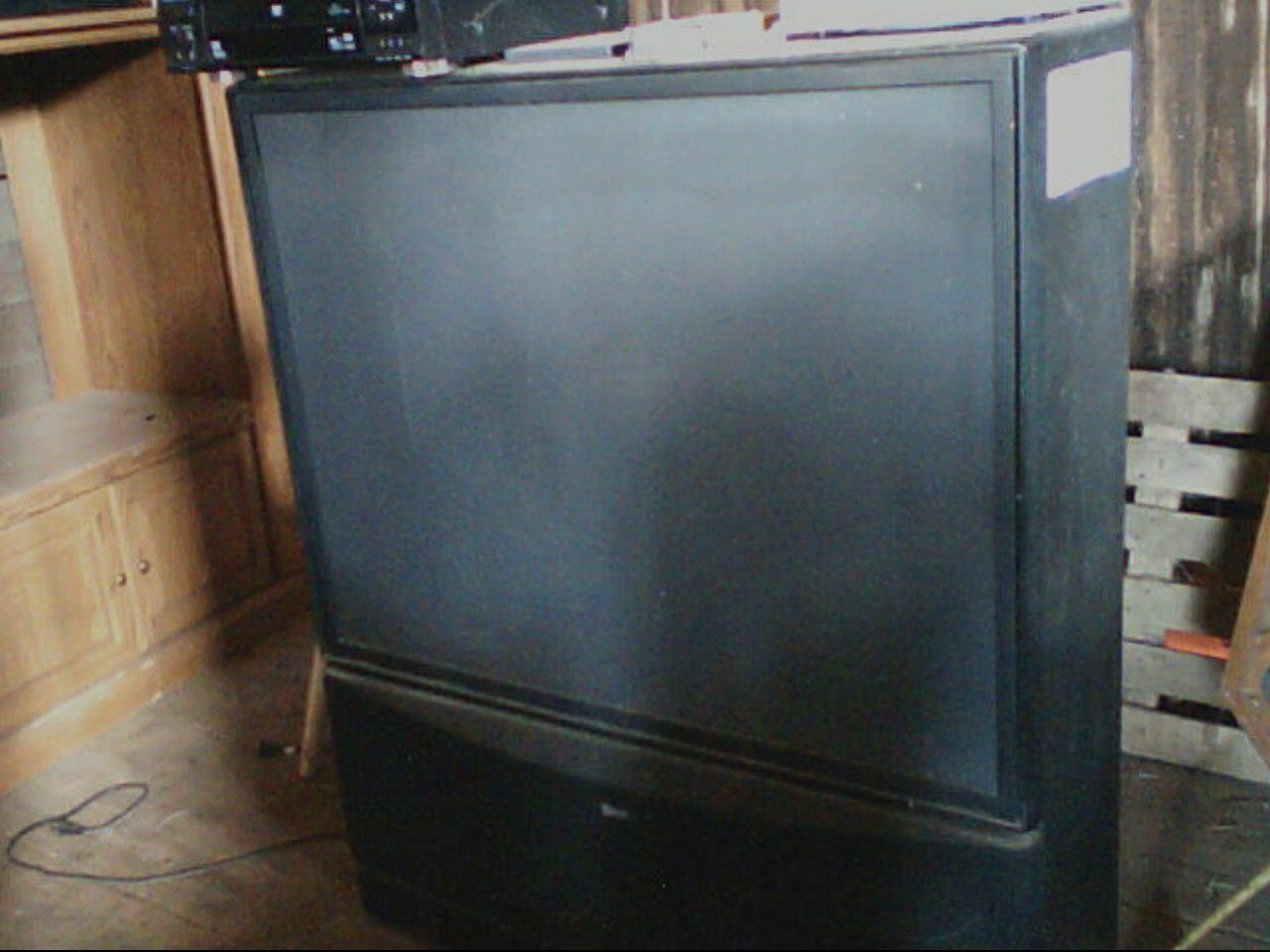
Retro-projector de TV a CRT Zenith 45 "

La TV a retro-projecció o TV de projecció posterior (RPTV) és un tipus de TV en pantalla gran en el qual mitjançant una font de llum molt brillant, l'aparell receptor projecta imatges (en moviment) sobre la part posterior d'una pantalla translúcida passant per un sistema de lents i miralls, a partir d'un senyal de TV o de vídeo, permetent obtenir imatges en pantalles de grans dimensions.
És una variant de la projecció de vídeo que, en lloc de projectar la imatge des de la part frontal, ho fa des de la part posterior de la pantalla. El projector es troba a la base del moble del televisor i amb l'esmentat sistema de miralls, redirigeix la imatge a la pantalla translúcida.

## Obsolescència de la tecnologia
Els retro-projectors de vídeo s'usaven majoritàriament durant la dècada de 2000, en aplicacions per a cinema a casa. El senyal de vídeo d'entrada podia provenir de diferents fonts, com un sintonitzador de televisió (terrestre o via satèl·lit), un ordinador personal, etc.
Fins al 2005 era la tecnologia més rendible per a pantalles amb una diagonal fins a 100 polzades (254 cm), mentre que en aquella dècada eren molt populars com una alternativa als cars televisors amb display de plasma i LCD, avui dia han quedat obsolets després de la ràpida caiguda dels preus dels últims que a més d'un grossor i pes molt inferiors (per una mateixa grandària) inclouen importants avanços tecnològics com smart-TV, etc.

## Tipus de sistemes de retro-projecció
Un televisor de projecció posterior utilitza un Projector per poder crear la imatge que es dirigeix a la pantalla a través de lents i miralls.
Els tipus més utilitzats de retro-projecció, que es diferencien en la forma en què es genera la imatge, són els següents :
- Projectors CRT: es genera la imatge com en un televisor normal mitjançant tubs CRT. Típicament, s'utilitzen tres tubs: vermell, verd i blau, que produeixen tres imatges diferents que han de superposar-se perfectament a fi d'obtenir una imatge en color.[5]
- Projectors LCD: una làmpada emet llum a través d'un xip tipus LCD que genera la imatge que es vol projectar. El lcd es controla mitjançant uns senyals elèctrics, amb la finalitat d'ajustar la quantitat de llum que passa a través seu.[6] Normalment s'utilitzen tres xips LCD separats: per al vermell, verd i blau; les tres imatges se superposen dins del projector a través d'un prisma.
- Projectors DLP: la llum emesa per la làmpada es reflecteix en un xip DMD, la superfície del qual està coberta amb micromiralls (un per a cada píxel) que s'orienten mitjançant senyals elèctrics reflectint així la llum (dels píxels completament brillants) o no (dels totalment foscos). Donat el cost d'aquesta tecnologia, generalment s'utilitza un únic xip que genera seqüencialment les imatges en vermell, verd i blau.[7]